# Hidrografia de Santa Catarina

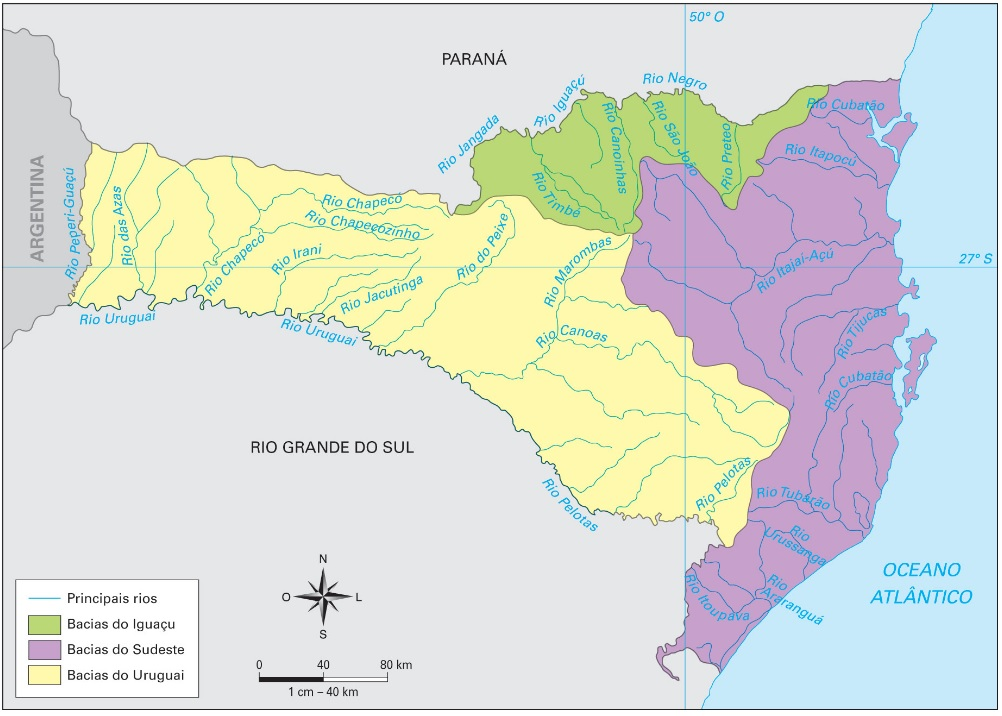
Mapas das bacias hidrográficas de Santa Catarina.

A hidrografia de Santa Catarina é um domínio de estudos e conhecimentos sobre os aspectos hidrográficos do território catarinense. Os rios que descem pelo território do estado fazem parte de ambos os sistemas autônomos delimitados pelas serras Geral e do Mar. A bacia do Atlântico Sul é constituída por bacias delimitadas entre si, como as dos rios Itajaí-Açu, Tubarão, Araranguá, Tijucas e Itapocu.
No interior do estado, duas bacias juntam-se para compor a bacia da Prata: a do Paraná, cujo afluente mais importante é o rio Iguaçu, e a do Uruguai. Este tem como afluentes principais os rios Pelotas, Canoas, Chapecó e do Peixe.

## Regiões hidrográficas
- Extremo Oeste: Rio Peperi-Guaçu e Rio das Antas. Possui área de 5.962 km².[2]
- Meio Oeste: Rio Chapecó e Rio Irani. Possui área de 11.064 km².[2]
- Vale do rio do Peixe: Rio do Peixe e Rio Jacutinga. Possui área de 8.189 km².[2]
- Planalto de Lages: Rio Canoas e Rio Pelotas. Possui área de 22.808 km².[2]
- Planalto de Canoinhas: Rio Timbó, Rio Negro e Rio Canoinhas. Possui área de 11.058 km².[2]
- Baixada Norte: Rio Cubatão do Norte e Rio Itapocu. Possui área de 5.138 km².[2]
- Vale do Itajaí: Rio Itajaí-Açu. Possui área de 15.111 km².[2]
- Litoral Centro: Rio Tijucas, Rio Biguaçu, Rio Cubatão do Sul e Rio da Madre. Possui área de 5.824 km.[2]
- Sul Catarinense: Rio Tubarão e Rio D'Una. Possui área de 5.991 km.[2]
- Extremo Sul Catarinense: Rio Araranguá, Rio Urussanga e Rio Mampituba. Possui área de 4.849 km².[2]

## Visão geral
Em Santa Catarina, as movimentações fluviais de coleta por rios mais importantes como o Itajaí-Açu, o Tubarão, o Araranguá, o Itapocu, entre outros, são orientados ao oceano Atlântico, ao passo que os demais de coleta dos mais importantes afluentes do rio Paraná. como o Iguaçu e o Uruguai, pertencem à bacia hidrográfica do Paraná. Por esse motivo fala-se que a drenagem orientada dos rios drenadores das terras catarinenses faz a identificação de ambas as bacias hidrográficas: a do Atlantico; e a do rio Paraná.

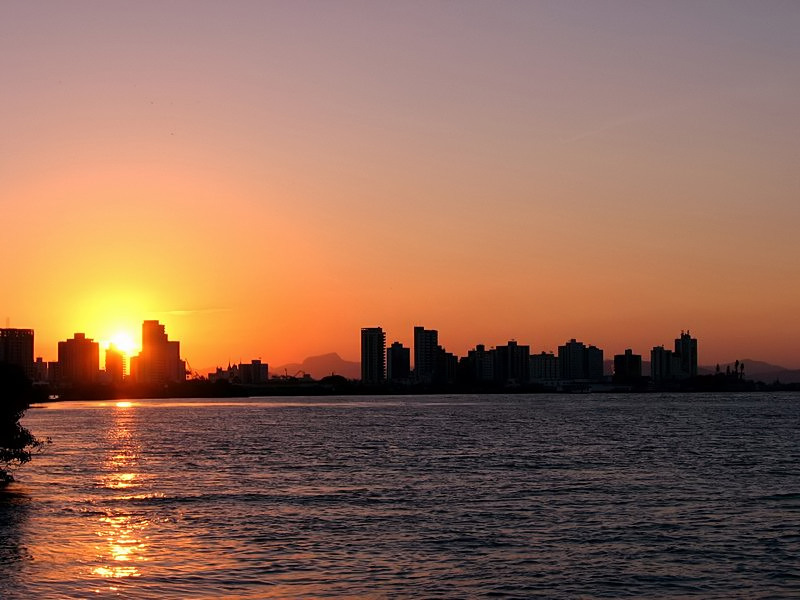
Vista do Rio Itajaí com um pôr do sol em segundo plano, em Itajaí.

A drenagem da bacia hidrográfica de maior extensão da bacia hidrográfica do Atlântico Sul em Santa Catarina é da rede hidrográfica do rio Itajaí-Açu. Mas o território pelos afluentes do rio Uruguai, por seu turno, afluente do Paraná, tem uma extensão ainda maior. Compreende o Extremo Oeste o Meio-Oeste e o Planalto Campestre de Lages inteiros.
Os mais importantes afluentes do Uruguai, além do Pelotas, que é uma divisa entre os estados de SC e do RS ao sul, e o Canoas (que formam o rio Uruguai), descem em longitude acentuada de norte a sul. Entre esses, são citados o rio do Peixe, o Chapecozinho, o Chapecó, e o Irani, cujos vales foram bem fortemente povoados pelos humanos.
Dirigindo-se ao rio Iguaçu, descem os afluentes que nascem em território catarinense: Rio Negro e Canoinhas, e o Timbó. As divisas que demarcam estas bacias hidrográficas marcadas por regiões de maior altitude do Planalto Ocidental, como as serras de Taquara Verde, da Fartura, de Chapecó, e com demais topônimos. Entretanto, o divisor de águas das duas é a linha geomorfológica da Serra Geral, quanto à bacia hidrográfica do Atlântico Sul.
Os divisores de águas das diminutas bacias separadas da vertente Atlântica são as montanhas do Litoral.

## Chuvas
Os rios são nutridos de água, vindos, tais como: do gelo derretido, das águas pluviais de superfície, das águas de subsolo (alimentadas das águas infiltradas ou de dentro do globo). Como a mais importante fonte de água fluvial abastecida, num país cálido e de contínuas e intensas chuvas, é a precipitação, fala-se em "regime pluvial".
Como a distribuição relativa das chuvas em Santa Catarina é grande no decorrer do ano, fala-se no predomínio regular do regime fluvial. Isto significa, do período de enchentes até o período de vazantes, seu débito não é muito diferente.
O quanto de água que um rio descarrega, num certo ponto, por um algum tempo, forma o débito do rio, Esse débito, resumidamente, varia menos, quando se vê nos rios de Santa Catarina, no decorrer da diferença entre as estações do ano. No entanto, é variável, portanto, a regulação da fonte alimentar das chuvas não é completa.
O rio Uruguai, exemplificando, usado da mesma forma para transportar madeira, em "balsas", que dirigem-se à Argentina, possui esse uso parado com o seu débito diminuído nas estações de maior estiagem.
Diversas populações na beira do rio Itajaí-Açu, cujas fazendas delimitadas que aludem ao escoamento d'água prolongado, foram acumuladas. E escolheram os "terraços" (leito grande, velho, de sedimentos dos rios) como região para a agricultura. Cidades, como Blumenau, crescem, logo na subida do rio. Em alguns anos, o volume da descarga do rio sobe, e isso causa inundações os quais levam graves prejuízos.

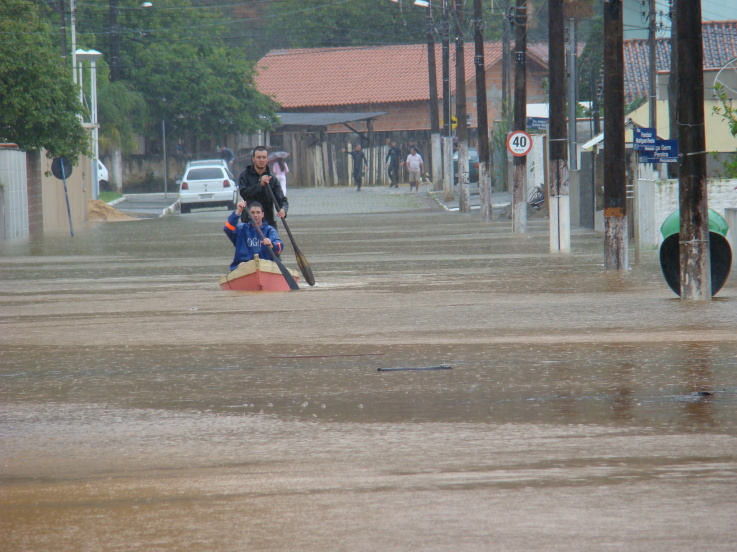
Habitantes trafegando de barco pela enchente, em Itajaí.

Atualmente, entre o final do século XX e início do XXI, obras que visam a regularização do fornecimento da descarga como as barragens de contenção da descarga de rios afluentes destina-se à regularização do regime do grande coletor.
Rios de litoral, como o Araranguá, o rio Cubatão e rio da Madre, não conseguem escoar suas águas. Nas cheias, ou mesmo influenciados pelas marés, o rios encontram-se travados na foz, e dessa forma o fluxo das águas, ficando complicado, destina-se ao seu espalhamento lateral, causando alagamentos.
As correntes oceânicas do litoral, e os ventos contínuos desviados, em posição perpendicular, ao traçado do litoral, são combinados para constituir fímbrias costeiras e estruturas dunares. Em uma grande quantidade de vezes, como nos exemplos de antes, aumentam as complicações das águas fluviais.
As condições de alagamentos costeiros, como são vistos, nem sempre comprovam um fato relativo ao regime fluvial. Vários agentes exercem influência no regime fluvial.
Possivelmente a ação do homem, especialmente com as queimadas praticadas nas encostas, ou desequilibrado desmatamento, causa mudanças entranhadas no desempenho da descarga fluvial. O descontrole do desmatamento acelera o fluxo visível das águas pluviais e diminui a quantidade de água infiltrada.
As águas infiltradas, formadoras do "lençol subterrâneo", correm com maior tranquilidade, maior moderação, para as fontes as quais formam os escoamentos dos rios, e dessa forma, significam agentes regularizadores do regime fluvial.

## Águas subterrâneas

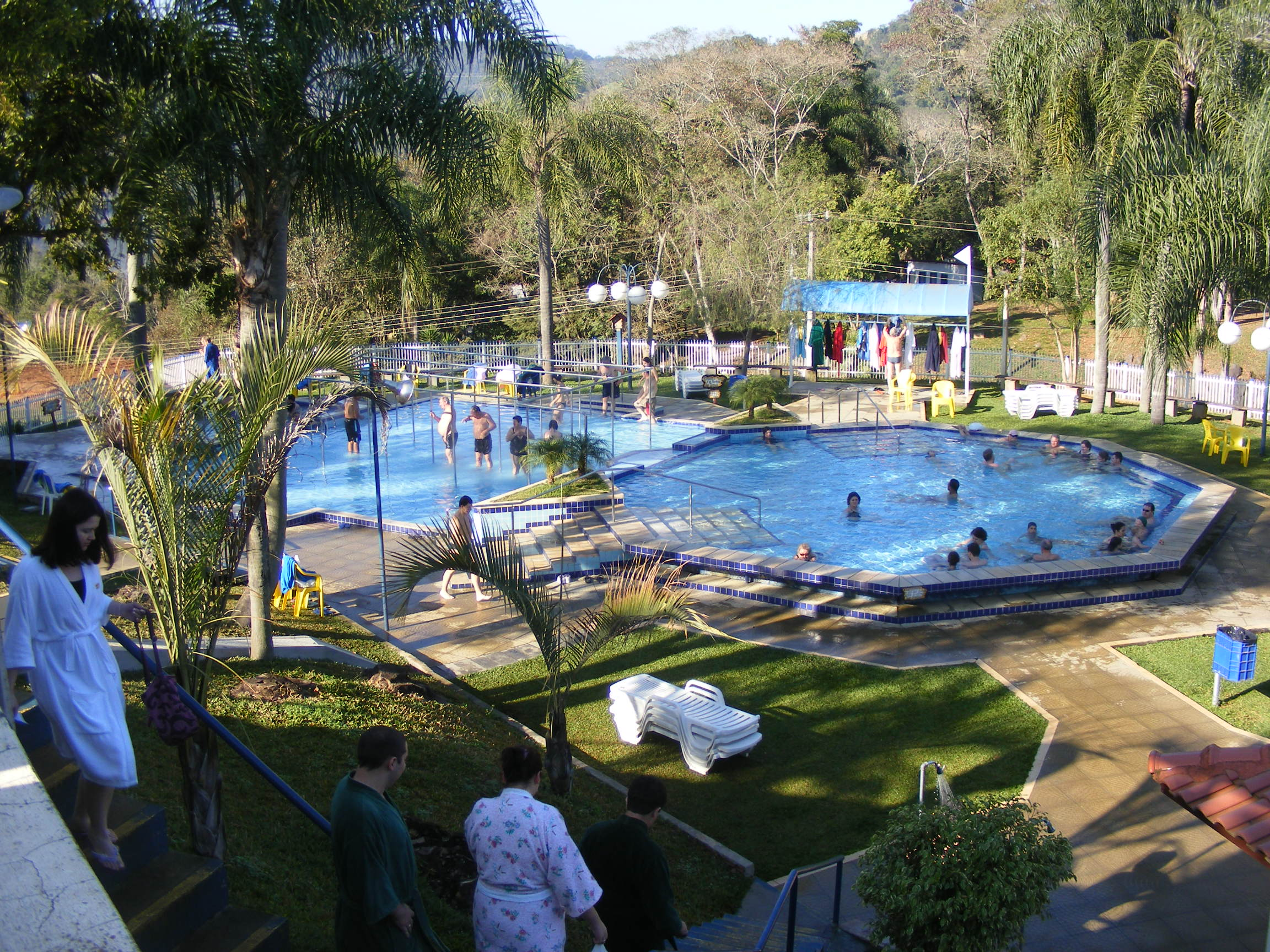
Piscina localizada nas Termas de Piratuba.

As águas subterrâneas (não as que vêm de dentro, as fontes termais, como a de Gravatal, de Águas de Chapecó, de Santo Amaro da Imperatriz) correm com tranquilidade para a superfície e sustentam escoamentos os quais vão constituir rios. Em algumas áreas, principalmente durante a grande elevação da poluição fluvial e a escassez das fontes, busca-se a extração de água de subsolo por meio de lugares muito profundos - "poços artesianos".
No Planalto Ocidental, a decomposição de terrenos pouco permeáveis do basalto possui problemas em relação aos mananciais de água de subsolo. No entanto, em uma grande quantidade de lugares, a infiltração é feita no decorrer de "linhas de fraturas das rochas". sendo acumulada a subsolos muito profundos.
Nas regiões litorâneas, os terrenos feitos de sedimentos (geralmente de grande penetração e adequados para acumular água de subsolo) são suavemente grossos, e isso não fornece água muito disponível, própria para consumo humano. Como a água é muito procurada, a estrutura de "balneários" com rápido crescimento de residências de veraneio, enfrenta no reduzido potencial de água subterrânea armazenada um problema de grande gravidade. Por essa razão, uma grande quantidade de obras de água potável canalizada passa a ser importante para que suporte a procura e garanta o turismo representativo de certos balneários.